# Eucalyptus microcarpa
Eucalyptus microcarpa és una espècie d'Eucalyptus de la família de les mirtàcies. És endèmica d'Austràlia.

## Descripció
És un arbre estès el qual té l'escorça fibrosa al tronc i a les branques inferiors, però té l'escorça llisa i de color cafè grisenca a les seves branques superiors. Els capolls de les flors tenen tapes còniques de color crema, les quals apareixen des de finals d'estiu fins a l'hivern.

## Distribució i hàbitat
L'espècie creix a la Gran Serralada Divisòria. Es troba a Queensland, Nova Gal·les del Sud, Victòria i a l'Austràlia Meridional, incloent les Muntanyes Lofty prop d'Adelaida. Se la associa a boscos amb herbassars i sòls margosos.

## Taxonomia
Eucalyptus microcarpa va ser descrita per (Maiden) Maiden i publicada a A Critical Revision of the Genus Eucalyptus 6: 438, l'any 1923.

### Etimologia
- Eucalyptus: prové del grec kaliptos, "cobert", i el prefix eu-, "bé", en referència a l'estructura llenyosa que cobreix i dona protecció a les seves flors.[2]
- microcarpa: epítet llatí que significa "amb fruit petit".[3]

### Sinonímia
- Eucalyptus hemiphloia var. microcarpa Maiden[4]